# Csapat északi összetett a 2006. évi téli olimpiai játékokon
A 2006. évi téli olimpiai játékokon az északi összetett csapatversenyét február 15-én és 16-án rendezték Pragelatóban. A versenyt az osztrák csapat nyerte meg. Magyar csapat nem vett részt a versenyszámban.

## Eredmények
A csapatok versenyzői síugrásban nagysáncról két-két ugrást teljesítettek, a kapott pontszámokat csapatonként időhátrányokra számították át. 1 pont különbség 1 másodperc hátrányt jelentett. A 4 × 5 km-es sífutásban a csapatok első versenyzői az első helyezetthez viszonyított időhátrányok szerint rajtoltak, a célba érkezés sorrendje határozta meg a végeredményt.
A távolságadatok méterben, az időeredmények másodpercben értendők.

### Síugrás, nagysánc
| Hely. | Nemzet                                                                                        | 1. ugrás                | 1. ugrás                      | 2. ugrás                | 2. ugrás                      | Össz. (pont)                  | Időhátrány |
| Hely. | Nemzet                                                                                        | Táv.                    | Pont                          | Táv.                    | Pont                          | Össz. (pont)                  | Időhátrány |
| ----- | --------------------------------------------------------------------------------------------- | ----------------------- | ----------------------------- | ----------------------- | ----------------------------- | ----------------------------- | ---------- |
| 1.    | Németország (GER) · Jens Gaiser · Björn Kircheisen · Ronny Ackermann · Georg Hettich          | 125,0 126,0 130,5       | 464,5 114,5 113,7 114,2 122,1 | 121,0 125,5 122,5 126,0 | 449,0 108,7 114,1 109,5 116,7 | 913,5 223,2 227,8 223,7 238,8 | –          |
| 2.    | Ausztria (AUT) · Michael Gruber · Mario Stecher · Felix Gottwald · Christoph Bieler           | 127,0 121,5 122,5 128,5 | 453,4 115,9 108,3 110,5 118,7 | 123,0 125,0 120,0 128,5 | 449,8 109,6 113,5 107,0 119,7 | 903,2 225,5 221,8 217,5 238,4 | +0:10      |
| 3.    | Oroszország (RUS) · Dmitrij Matvejev · Ivan Feszenko · Anton Kamenyev · Szergej Maszlennyikov | 121,5 119,5 120,5 136,5 | 450,1 106,8 105,9 106,6 130,8 | 118,5 123,0 132,5       | 440,0 102,7 103,7 109,6 124,0 | 890,1 209,5 209,6 216,2 254,8 | +0:23      |
| 4.    | Finnország (FIN) · Anssi Koivuranta · Antti Kuisma · Hannu Manninen · Jaakko Tallus           | 129,5 114,5 125,0 124,5 | 444,7 120,4 97,9 112,5 113,9  | 120,5 115,5 124,5 124,0 | 433,9 108,1 100,1 111,9 113,8 | 878,6 228,5 198,0 224,4 227,7 | +0:35      |
| 5.    | Japán (JPN) · Hatakejama Jószuke · Kobajasi Norihito · Kitamura Takasi · Takahasi Daito       | 124,5 122,0 120,0 122,0 | 437,7 112,4 109,9 105,5 109,9 | 123,0 124,5 110,5 122,0 | 426,5 111,6 111,4 93,6 109,9  | 864,2 224,0 221,3 199,1 219,8 | +0:49      |
| 6.    | Franciaország (FRA) · François Braud · Nicolas Bal · Ludovic Roux · Jason Lamy-Chappuis       | 124,0 110,0 118,5 132,0 | 431,9 112,3 93,0 102,7 123,9  | 112,0 108,0 122,5 131,5 | 416,3 93,4 89,1 110,5 123,3   | 848,2 205,7 182,1 213,2 247,2 | +1:05      |
| 7.    | Svájc (SUI) · Jan Schmid · Andreas Hurschler · Ronny Heer · Ivan Rieder                       | 124,0 118,0 122,5 115,5 | 427,5 112,8 103,1 111,5 100,1 | 122,0 109,0 115,0 124,5 | 412,1 109,4 90,3 100,5 111,9  | 839,6 222,2 193,4 212,0       | +1:14      |
| 8.    | Egyesült Államok (USA) · Bill Demong · Carl van Loan · Johnny Spillane · Todd Lodwick         | 120,0 103,0 124,0 120,0 | 409,9 107,0 82,1 112,8 108,0  | 122,5 103,0 119,5 123,5 | 410,7 111,0 82,1 105,4 112,2  | 820,6 218,0 164,2 218,2 220,2 | +1:33      |
| 9.    | Csehország (CZE) · Aleš Vodseďálek · Tomáš Slavík · Ladislav Rygl · Pavel Churavý             | 116,0 115,0 113,0 117,5 | 396,3 98,7 99,0 96,6 102,0    | 122,5 115,5 117,0 116,5 | 408,8 109,0 99,6 99,9 100,3   | 805,1 207,7 198,6 196,5 202,3 | +1:48      |
| –     | Olaszország (ITA) · Davide Bresadola · Jochen Strobl · Daniele Munari · Giuseppe Michielli    | 124,5 107,5 109,0 118,5 | 393,9 111,4 88,5 89,8 104,2   | nem indult              | nem indult                    | –                             | –          |
| –     | Norvégia (NOR) · Havard Klemetsen · Kristian Hammer · Magnus Moan · Petter Tande              | nem indult              | nem indult                    | –                       | –                             | –                             | –          |

### 4 × 5 km-es sífutás
| Helyezés | Nemzet                                                                                        | Időh. | Sífutás idő                             | Sífutás hely. | Összesítés |
| -------- | --------------------------------------------------------------------------------------------- | ----- | --------------------------------------- | ------------- | ---------- |
| Arany    | Ausztria (AUT) · Michael Gruber · Christoph Bieler · Felix Gottwald · Mario Stecher           | +0:10 | 49:42,6 11:50,3 13:01,0 12:01,4 12:49,9 | 1.            | 49:52,6    |
| Ezüst    | Németország (GER) · Björn Kircheisen · Georg Hettich · Ronny Ackermann · Jens Gaiser          | –     | 50:07,9 11:23,9 12:50,4 12:27,6 13:26,0 | 4.            | 50:07,9    |
| Bronz    | Finnország (FIN) · Antti Kuisma · Anssi Koivuranta · Jaakko Tallus · Hannu Manninen           | +0:35 | 49:44,4 11:56,8 13:01,0 12:25,5 12:21,1 | 2.            | 50:19,4    |
| 4.       | Svájc (SUI) · Ronny Heer · Jan Schmid · Andreas Hurschler · Ivan Rieder                       | +1:14 | 50:00,9 11:42,5 13:23,0 12:02,5 12:52,9 | 3.            | 51:14,9    |
| 5.       | Franciaország (FRA) · François Braud · Ludovic Roux · Jason Lamy-Chappuis · Nicolas Bal       | +1:05 | 50:19,6 12:09,2 12:49,6 12:23,6 12:57,2 | 6.            | 51:24,6    |
| 6.       | Japán (JPN) · Takahasi Daito · Kitamura Takasi · Kobajasi Norihito · Hatakejama Jószuke       | +0:49 | 50:47,0 12:02,5 12:49,5 12:33,7 13:21,3 | 7.            | 51:36,0    |
| 7.       | Egyesült Államok (USA) · Johnny Spillane · Carl van Loan · Bill Demong · Todd Lodwick         | +1:33 | 50:19,5 11:53,2 13:20,9 12:24,2 12:41,2 | 5.            | 51:52,5    |
| 8.       | Csehország (CZE) · Ladislav Rygl · Pavel Churavý · Aleš Vodseďálek · Tomas Slavik             | +1:48 | 52:10,5 12:33,7 12:38,2 13:15,8 13:42,8 | 8.            | 54:02,5    |
| 9.       | Oroszország (RUS) · Ivan Feszenko · Anton Kamenyev · Dmitrij Matvejev · Szergej Maszlennyikov | +0:23 | 53:42,1 12:38,0 13:52,4 13:18,5 13:53,2 | 9.            | 54:05,1    |